# 萨萨里大学
萨萨里大学（義大利語：Università degli Studi di Sassari，UniSS）是位于意大利薩薩里的一所公立大学。

## 历史

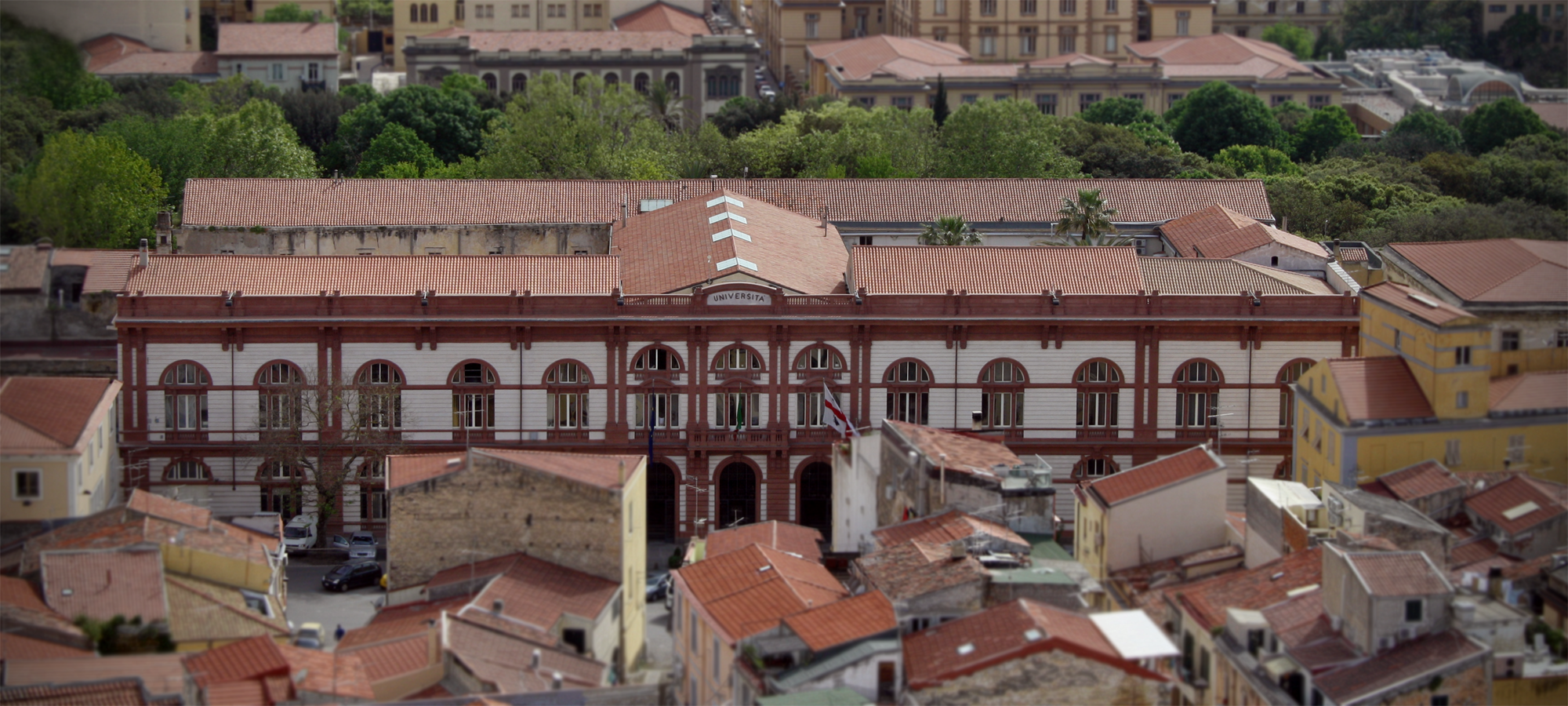
主楼

萨萨里大学的建立与阿莱西奥·丰塔纳密不可分。他曾是神圣罗马帝国查理五世王朝的宦官，于1558年将其遗产托付给薩薩里市政府以建立一所学校。1558年首批耶稣会耶稣传教士抵达萨萨里市，1562年开设课程。1617年西班牙国王腓力三世批准了耶稣会学院的皇家大学章程。

## 院系
萨萨里大学有以下院系：
- 农业系
- 建筑设计与城市规划系
- 化学与药学系
- 法律系
- 兽医学系
- 生物医学系
- 企业与经济学系
- 医学与外科学系
- 人文学与社会学系
- 历史学、人类学与教育学系

## 知名校友
- 弗朗切斯科·科西加，意大利政治家，曾任意大利總統，歐洲理事會主席。